# Críticas à Microsoft
As críticas à Microsoft giram em torno de vários aspectos dos seus produtos e operações comerciais. A facilidade de utilização, a estabilidade do software e as questões de segurança do software são alvos comuns de críticas. À medida que entramos no século XXI, as vulnerabilidades de segurança no Microsoft Windows e noutros programas têm sido alvo de uma série de incidentes de malware. A Microsoft foi também acusada de excluir vendedores e consumidores dos seus produtos, bem como de software que não segue as normas actuais. A comparação entre o custo total de propriedade do Linux e do Windows tem sido também um ponto de discórdia de longa data.

## Violação da confiança dos consumidores
Em 23 de setembro de 2014, a Microsoft anunciou que estava a aumentar o espaço de armazenamento permanente gratuito do utilizador para o seu próprio disco rígido baseado na Web, o OneDrive, para 15 GB, com um bónus adicional de 15 GB se os utilizadores fizessem cópias de segurança das suas fotografias utilizando o OneDrive. Em 28 de outubro de 2014, a Microsoft anunciou que estava a oferecer armazenamento ilimitado na nuvem para todos os utilizadores de subscrição do Office 365. No entanto, em 3 de novembro de 2015, foi também anunciado que o plano de fornecer armazenamento ilimitado na nuvem para os utilizadores de subscrição do Office 365 seria cancelado em 2016 devido a problemas de abuso por parte de alguns utilizadores. O espaço de armazenamento na nuvem para os utilizadores de subscrição do Office 365 passaria a ser de 1 TB e o espaço de armazenamento na nuvem para os utilizadores gratuitos (incluindo o espaço anterior para recompensas de utilizadores antigos e recompensas de carregamento de fotografias) seria reduzido de forma generalizada para 5 GB. Em 12 de dezembro de 2015, após receber protestos de um total acumulado de mais de 70.000 utilizadores, a Microsoft comprometeu-se. Todos os utilizadores que se registaram antes de 2016 podem manter a sua capacidade de armazenamento gratuito inalterada depois de iniciarem sessão num site designado pela Microsoft e se registarem. No entanto, o espaço gratuito para os utilizadores que não se registaram e para os que se registaram após 31 de dezembro de 2015 será reduzido para 5 GB, e os assinantes do Office 365 não poderão manter o seu armazenamento ilimitado.
A Microsoft prometeu permitir que todos os dispositivos Windows Phone 8 fossem actualizados para o Windows 10 Mobile gratuitamente em setembro de 2014, mas recuou a 17 de março de 2016, afirmando que apenas 18 dispositivos Windows Phone 8.1 podiam ser actualizados para o Windows 10 Mobile e que os dispositivos que participavam no programa Preview Experience antes da atualização para o Windows 10 Mobile não eram suportados, uma medida que provocou descontentamento entre os participantes no Programa de Experiência Preview e os utilizadores do Windows Phone.